# Биишев, Акрам Гибадуллович
Акрам Гибадуллович Биишев (баш. Биишев Әкрәм Ғибәҙулла улы; 16 апреля 1926, Туембетово — 2 октября 2003, Уфа) также известный как Акрам Бииш (баш. Әкрәм Бииш) — башкирский историк, лингвист. Кандидат филологических наук (1964), заслуженный работник культуры Республики Башкортостан (1997).

## Биография
Родился 16 апреля 1926 года в башкирском селе Туембетово, Зилаирского кантона (ныне Кугарчинский район), Башкирской АССР в крестьянской семье. Родной брат известной башкирской поэтессы Зайнаб Биишевой и общественной деятельницы Ляли Биишевой.
В годы Второй мировой войны работал учителем в Ново-Чебенкинской школе Зианчуринского района. Был награждён наградой «За доблестный труд в годы Великой Отечественной войны 1941-1945гг».
В 1951 году поступил на восточное отделение филфака МГУ. В 1956 году закончил учёбу в вузе и вернулся в Башкортостан.
С 1957 года стал работать в Институте истории, языка и литературы Башкирского филиала академии наук СССР. Работал научным сотрудником, а затем до пенсии заведующим сектором толкового словаря башкирского языка отдела языкознания.
В 1964 году защитил диссертацию и стал кандидатом филологических наук.
Скончался 2 октября 2003 года после продолжительной болезни. Похоронен в родной деревне.
В 2013 году в музее Зайнаб Биишевой была открыта мемориальная доска в память о нём.

## Работы
Написал и опубликовал около 70 научных работ по башкирской и тюркской лингвистике. Из них хорошо известны его монография «Первичные долгие гласные в тюркских языках» (Уфа, 1963), статьи «Соответствие р/з в алтайских языках» (Алматы, 1965), «Соответствие л/щ в алтайских языках» (Чебоксары, 1965), и так далее. Выделяются его работы по исследованию истории башкирского народа, борьбе башкир против колониализма России в дореволюционный период.
- «История башкирского народа и его борьба за свободу». В 2024 году переведена на русский язык.
- «Икские бурзяне. Туембет и Кутлумбет»
- Толковый словарь башкирского языка[3]

## Награды и премии
- «Заслуженный работник культуры Республики Башкортостан»